# Herzoglich Nassauische Armee

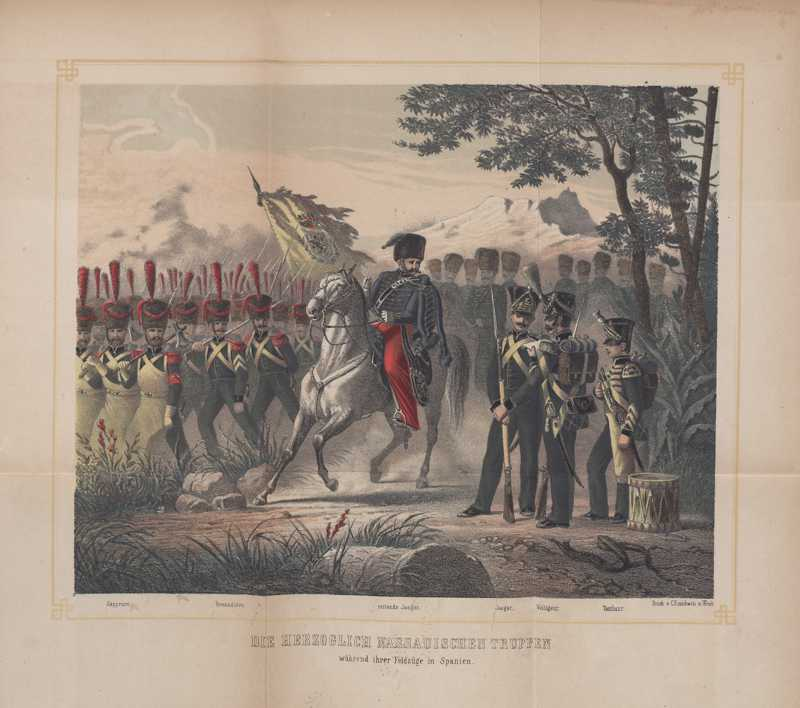
Darstellung von nassauischen Truppen in der Uniform zur Zeit des Krieges in Spanien

Die Herzoglich Nassauische Armee war die Armee des Herzogtums Nassau von 1806 bis 1866.

## Geschichte

### Vorgeschichte – das Militär der Vorgängerstaaten

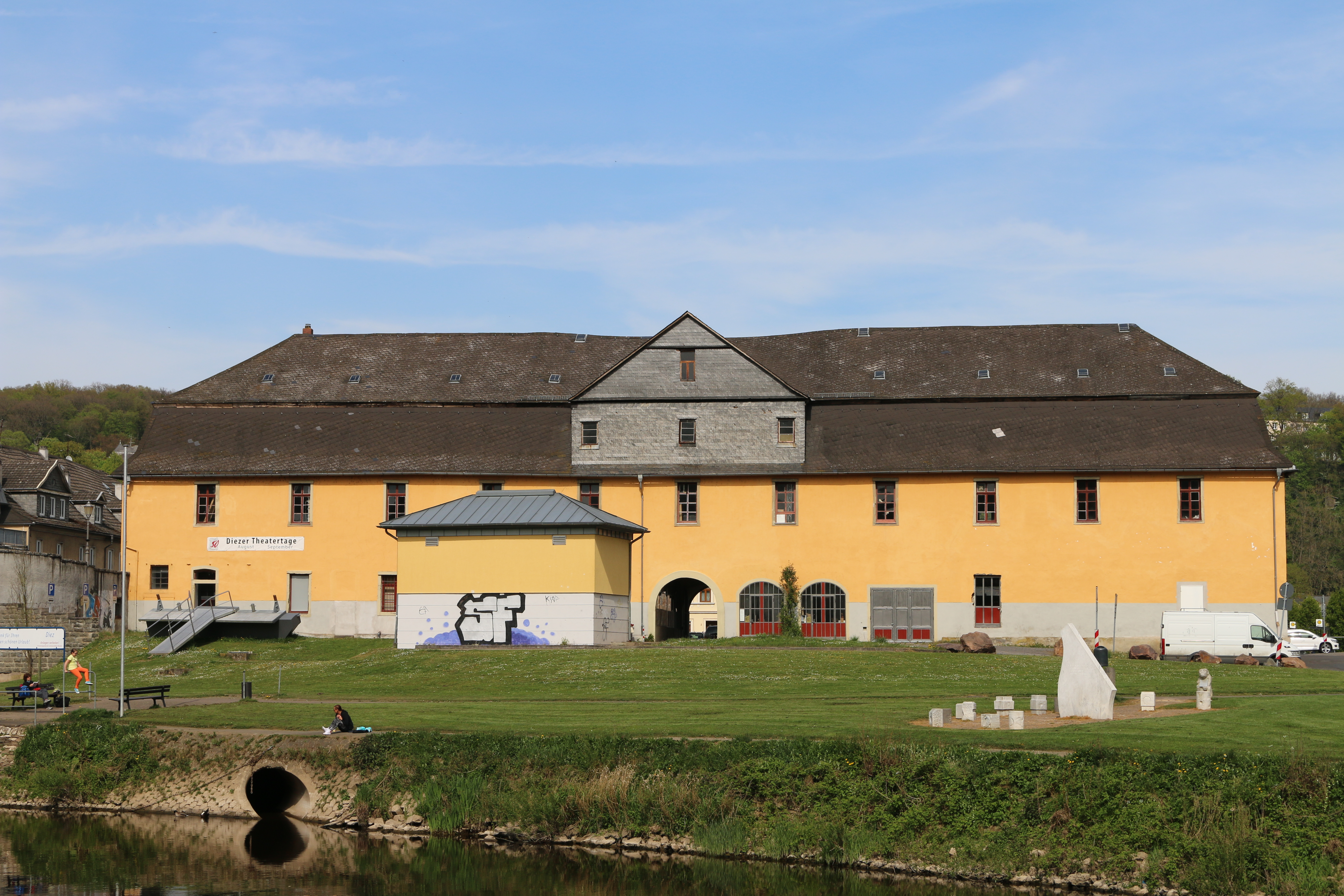
Der Getreidespeicher in Diez wurde bereits vom Fürstentum Oranien-Nassau zur Kaserne ausgebaut und vom Herzogtum Nassau weiterverwendet

Das Militär von Nassau-Weilburg und Nassau-Usingen im Heiligen Römischen Reich war weitgehend bedeutungslos. Beide Fürstentümer hatten nur die Mindestzahl an Soldaten, die das Reich für die so genannten Kreistruppen forderte, also jeweils zwei Kompanien à 56 Mann. Die Kampfstärke dieser vier nassauischen Kompanien galt als gering.
Mit den Gebietserweiterungen nach dem Reichsdeputationshauptschluss 1803 war den beiden Herrschern klar, dass das größer gewordene Nassau seine Rüstungsanstrengungen verstärken musste. Hierzu wurden zunächst die Truppen der übernommenen Gebiete in das nassauische Heer übernommen. Wichtig war hier vor allem die Übernahme des sogenannten „Scheitherschen Jägerkorps“, dass Nassau nach Verhandlungen mit dem Mainzer Kurfürsten Ende 1802 in voller Montur und Bewaffnung übernahm. Das Korps war 1800 mit britischen Subsidiengeldern für den Kurfürsten für den Kampf gegen Frankreich aufgestellt worden. Es bestand aus vier kompletten und vor allem kampferfahrenen Kompanien, hatte eine Stärke von 13 Offizieren und 312 Unteroffizieren und Gemeinen, und bildete in den nächsten Jahren den Kern der nassauischen Armee. Wichtig war auch, dass Nassau mit diesem Bataillon erfahrene Offiziere erhielt, die in der Nassauer Armee Karriere machen sollten. Sein Kommandeur, Major Conrad von Schäffer, wurde sechs Jahre später zum ersten Nassauer General befördert; der als Hauptmann übernommene Ludwig von Bismark stieg zum General-Adjutanten auf.

### Napoleonische Zeit

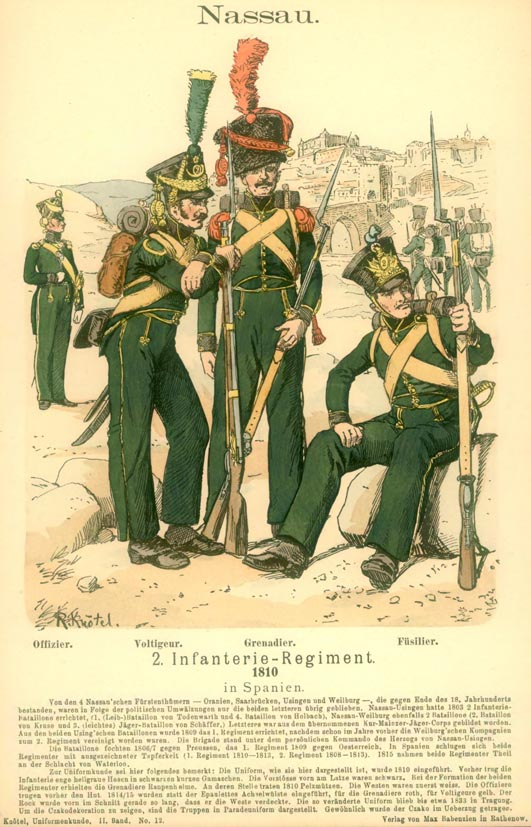
Uniformen des 2. Infanterie-Regimentes, 1810 in Spanien

Die Geschichte der nassauischen Armee ist eng mit den jeweiligen Bündnisverpflichtungen des Herzogtums verbunden. Bereits mit der Gründung des Rheinbundes hatte sich Nassau, wie die übrigen Staaten, verpflichtet Napoleon mit Truppen zu unterstützen. Die Rheinbundstaaten mussten zusammen 63.000 Soldaten stellen, dies entsprach je einem Soldaten je 155 Einwohner. Auf das Herzogtum Nassau entfielen damit 1680 Mann.
Die Organisation der nassauischen Truppen erfolgte bereits 1803 unter Einbeziehung von Verbänden, die aus Vorgängerstaaten übernommen wurden. Es wurden folgende Einheiten aufgestellt:
- 1. Leibbataillon aus Nassau-Usingener Grenadieren in Wiesbaden und Biebrich
- 2. Jägerbataillon aus Nassau-Weilburger Jägern in Weilburg
- 3. Jägerbataillon aus Kurmainzer Jägern in Hochheim und Höchst
- 4. Musketierbataillon in Deuz und Linz

Jedes Bataillon bestand aus vier Kompanien, mit insgesamt 15 Offizieren und 536 Mann. Da hierbei die Truppenanzahl deutlich aufgestockt wurde, erfolgte die Rekrutierung der erforderlichen Soldaten durch Konskription. Das Offizierskorps bestand anfänglich aus Offizieren der Vorgängerstaaten. Den Oberbefehl über die Truppen lag beim Herzog, der durch einen General-Adjutanten vertreten wurde. Der erste Herzog, Friedrich August hatte umfassende militärische Erfahrung und war 1790 vom Kaiser zum Feldmarschall ernannt worden. 1804 erfolgte die Vereinigung der Nassau-Usingischen Reiter sowie der Wildenburgschen und Hachenburgschen Husaren zu einer Kavallerieschwadron.
Die Soldaten trugen ab 1803 grüne Uniformröcke. Bei der Infanterie trug man graue oder weiße Hosen, gelbes Lederzeug und Tschakos, beim 1. Bataillon Raupenhelme, ab 1810 einheitlich Pelzmützen. Die Bewaffnung bestand aus Steinschlossgewehren mit Bajonett. Bei der Kavallerie gab es grüne Spenzer und Hosen, schwarzes Lederzeug sowie Raupenhelme, ab 1810 Pelzmützen. Das Zentraldepot der Armee wurde 1808 zunächst im säkularisierten Kloster Eberbach im Rheingau errichtet. Im Zuge des Ausbaus der Wiesbadener Kasernen erfolgte eine Verlegung nach Wiesbaden.
Mit Ausbruch des Krieges zwischen Preußen und Frankreich 1806 musste Nassau seine Bündnisverpflichtung mit Frankreich erfüllen. Die Bataillone wurden auf sechs Kompanien vergrößert und gemäß Vereinbarung in der Rheinbundakte zu einer Brigade zusammengefasst. Zuvor waren die Einheiten noch formal getrennt den beiden Altfürstentümern unterstellt gewesen. Weiterhin wurde eine zusätzliche Kompanie berittener Jäger aufgestellt.
Nassau setzte zunächst im September 1806 das 3. Jägerbataillon unter Major Meder in Marsch. Dieses nahm als Teil des VII. französischen Korps an der Schlacht bei Jena teil. Nachdem sie auf volle Stärke gebracht worden waren, rückten am 10. November 1806 das 1. Leibbataillon und das 2. Jägerbataillon unter Oberst von Schäffer aus. In Magdeburg vereinigten sich die drei nassauischen Bataillone und marschierten auf Berlin. Dort dienten sie von Ende Dezember 1806 an als Besatzungstruppen. Mitte Februar 1807 stieß das 4. Musketierbataillon hinzu. Im April 1807 erfolgte die Verlegung von zunächst acht Kompanien nach Schwedisch-Pommern. Die Truppen beteiligten sich an der Kämpfen bei Ueckermünde und Anklam. Von Juni an nahmen das 2., 3. und 4. Bataillon vollständig an der Belagerung von Kolberg und Stralsund teil. Ab November 1807 kehrten die Truppen über Berlin, Bayreuth und Frankfurt nach Nassau zurück. Eine Parade am 1. Januar 1808 bei Königstein bildete den feierlichen Abschluss des Feldzugs. Zuvor hatte Herzog Friedrich August am 9. August 1807 die Herzoglich Nassauische Tapferkeitsmedaille für Unteroffiziere und Soldaten gestiftet.
Es folgte eine Reorganisation der Truppen. Die Armee sollte aus zwei Regimentern mit je 2 Bataillonen zu fünf Kompanien bestehen. Hintergrund war die Forderung Napoleons, die Sollstärke der Truppen um 25 % zu erhöhen. Die Sollstärke der nassauischen Armee betrug nun 2750 Mann. Die Organisation in Regimenter sollte verhindern, dass die Kompanien in französische Regimenter eingegliedert und von französischen Obersten befehligt wurden.
Bereits im August 1808 marschierte das vergrößerte 2. Herzogliche Nassauische Infanterieregiment mit 1732 Mann nach Spanien zur Unterstützung der französischen Truppen. Es war aus dem 2. und 3. Bataillon, je einer Kompanie der anderen Bataillone, einer Eskadron reitender Jäger und 300 neuen Rekruten gebildet worden. Jedes Bataillon bestand aus einer Grenadierkompanie, vier Füsilierkompanien und einer Voltigeurkompanie. Der Einsatz dauerte fast fünf Jahre. In dieser Zeit nahmen die Truppen an sieben Schlachten und 33 Gefechten teil. In Spanien verlor das 2. Regiment rund 2.700 Mann. Die Voltigeure wurden in der Schlacht bei Talavera vollständig aufgerieben. Während des Spanienfeldzugs wurde das Regiment insgesamt mit 1675 Mann verstärkt.
Das 1. Herzogliche Infanterieregiment und eine weitere Eskadron wurde ab April 1809 mit 1554 Mann gegen Österreich im Fünften Koalitionskrieg eingesetzt. Es war aus den verbliebenen Teilen des 1. und 4. Bataillons sowie Truppen der Fürstentümer Hohenzollern-Hechingen, Hohenzollern-Sigmaringen und Isenburg gebildet worden. Im Frühjahr 1810 erfolgte die Verlegung nach Spanien. Dort war es in den nächsten Jahren an 35 Gefechten beteiligt. Das 1. Regiment verlor in diesen Feldzügen rund 1300 Mann und erhielt 1436 Mann Ersatz. Die beiden nassauischen Kavallerieschwadrone zogen mit zusammen 314 Mann nach Spanien und verloren rund 100 Mitglieder. Aufgrund des umfangreichen Spanieneinsatzes musste das Herzogtum keine Truppen für den Russlandfeldzug 1812 stellen.
Mit dem Wechsel zur antinapoleonischen Allianz erhielten die Truppen den Befehl zum Frontwechsel. Oberst August von Kruse wechselte mit dem 2. Regiment am 10. Dezember 1813 bei Bayonne zu den Engländern. Es sollte per Schiff über England in die Niederlande verlegt werden. Bei einem Sturm vor der Insel Texel sanken zwei der Schiffe. Dabei ertranken 230 Soldaten und Offiziere. Oberst Friedrich Wilhelm Meder hielt seinen Eid auf Napoléon und verweigerte mit dem 1. Regiment den Frontwechsel. Das Regiment wurde von den Franzosen am 22. Dezember 1813 entwaffnet und gefangen genommen. Oberst Meder wechselte in die französische Armee und fiel in Spanien. Insgesamt starben etwa 62 % der am Spanieneinsatz beteiligten nassauischen Soldaten während des Feldzugs.
Gleichzeitig musste Nassau nach dem Wechsel weitere Truppen aufstellen. Mit einer Brigade bestehend aus dem 3. Infanterie-Linienregiment, dem Landwehr-Regiment und einem Jägercorps beteiligte es sich 1813/14 an der Belagerung von Mainz. Zusätzlich musste Nassau einen Landsturm von bis zu 36.000 Mann organisieren.

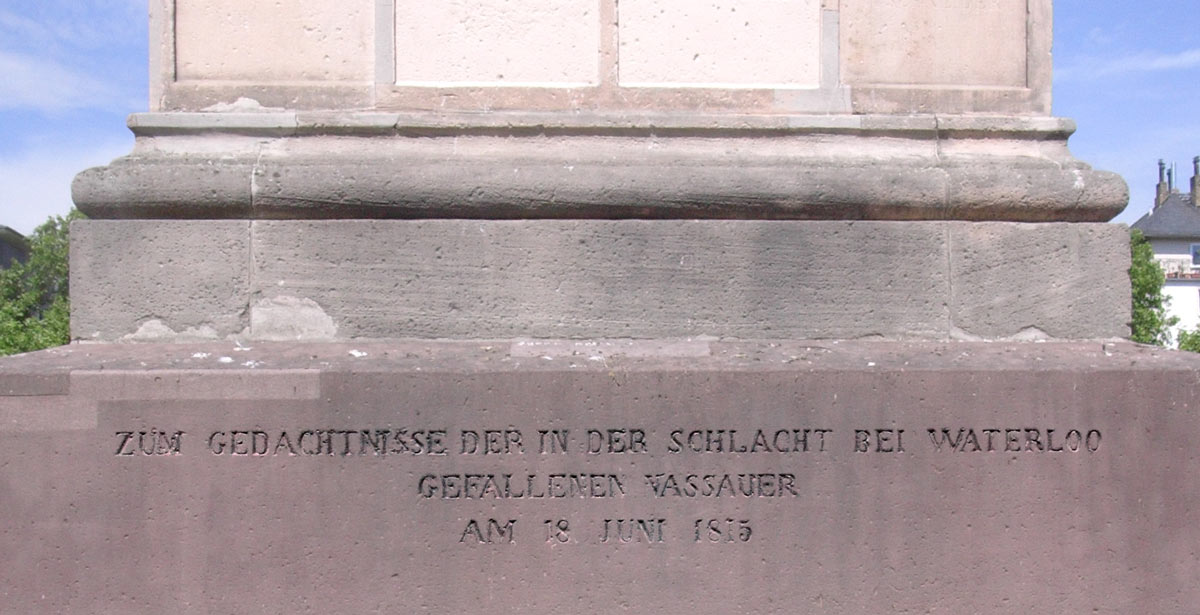
Waterloo-Denkmal, Wiesbaden

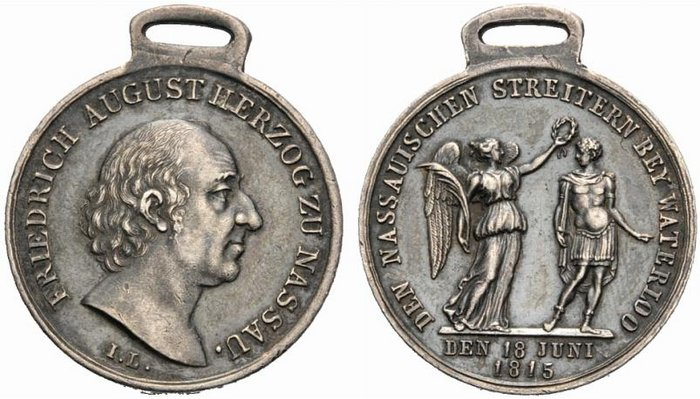
Die nassauische Waterloo-Medaille

Nach der französischen Kapitulation 1814 überließ das Herzogtum das 2. Infanterieregiment dem Königreich der Niederlande für sechs Jahre und löste den Landsturm wieder auf. In den Schlachten bei Quatre-Bras und Waterloo kämpften die herzoglichen Truppen in der englisch-niederländischen Armee. Bei Waterloo stand das 1. Regiment im Zentrum und das 2. Regiment, das zuvor bei Quatre-Bras gefochten hatte, im linken Flügel. Insgesamt kämpften 7507 nassauische Soldaten, darunter 169 freiwillige Jäger, bei Waterloo, 887 von ihnen verloren ihr Leben. Für die Überlebenden wurde die Waterloo-Medaille gestiftet. Das Waterloo-Denkmal auf dem Wiesbadener Luisenplatz erinnert an die Nassauer Gefallenen.
Infolge des Wiener Kongresses kam es zu weitreichenden Änderungen. So wurden mit Preußen infolge der Gebietsabtretungen auch ca. 1700 Soldaten ausgetauscht. Das 3. Infanterie-Linienregiment, das Landwehr-Regiment und die berittenen Jäger wurden aufgelöst.

### Deutscher Bund

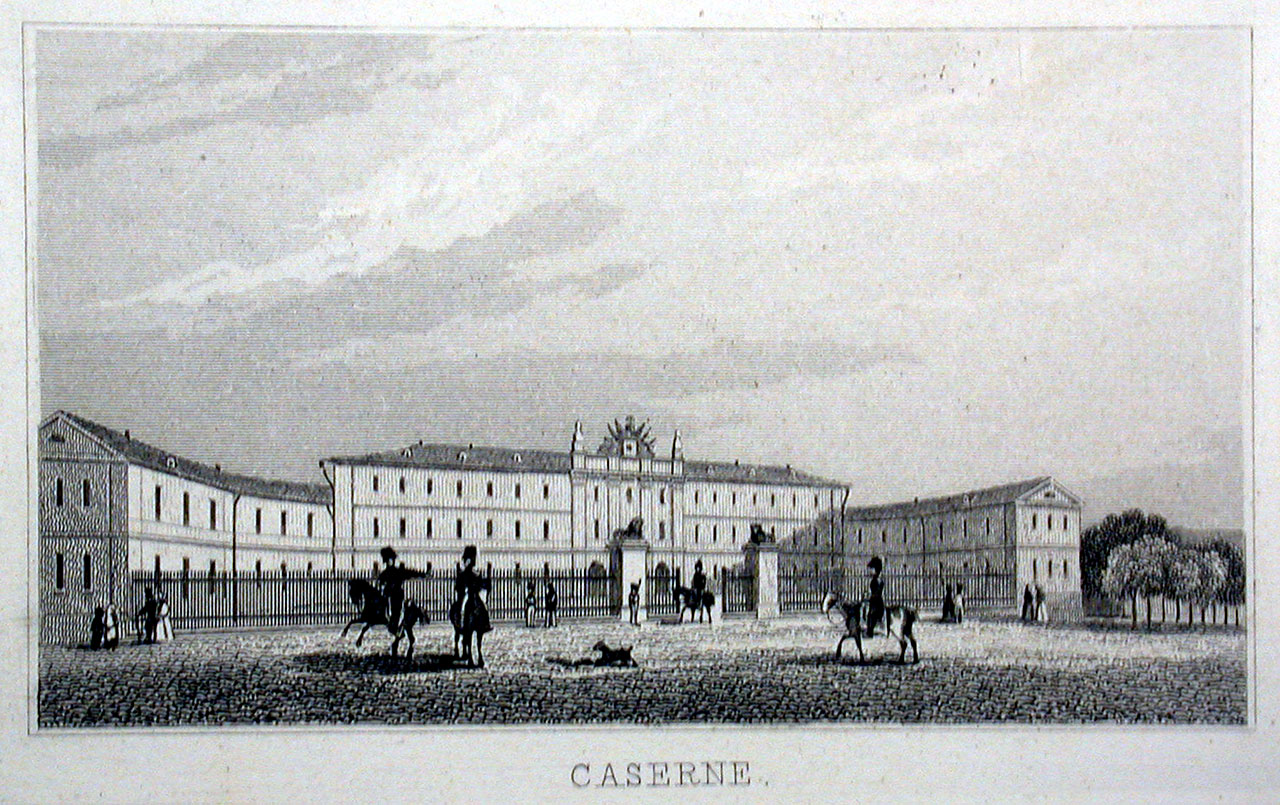
Ehemalige nassauische Infanteriekaserne in Wiesbaden (erbaut 1817–1819)

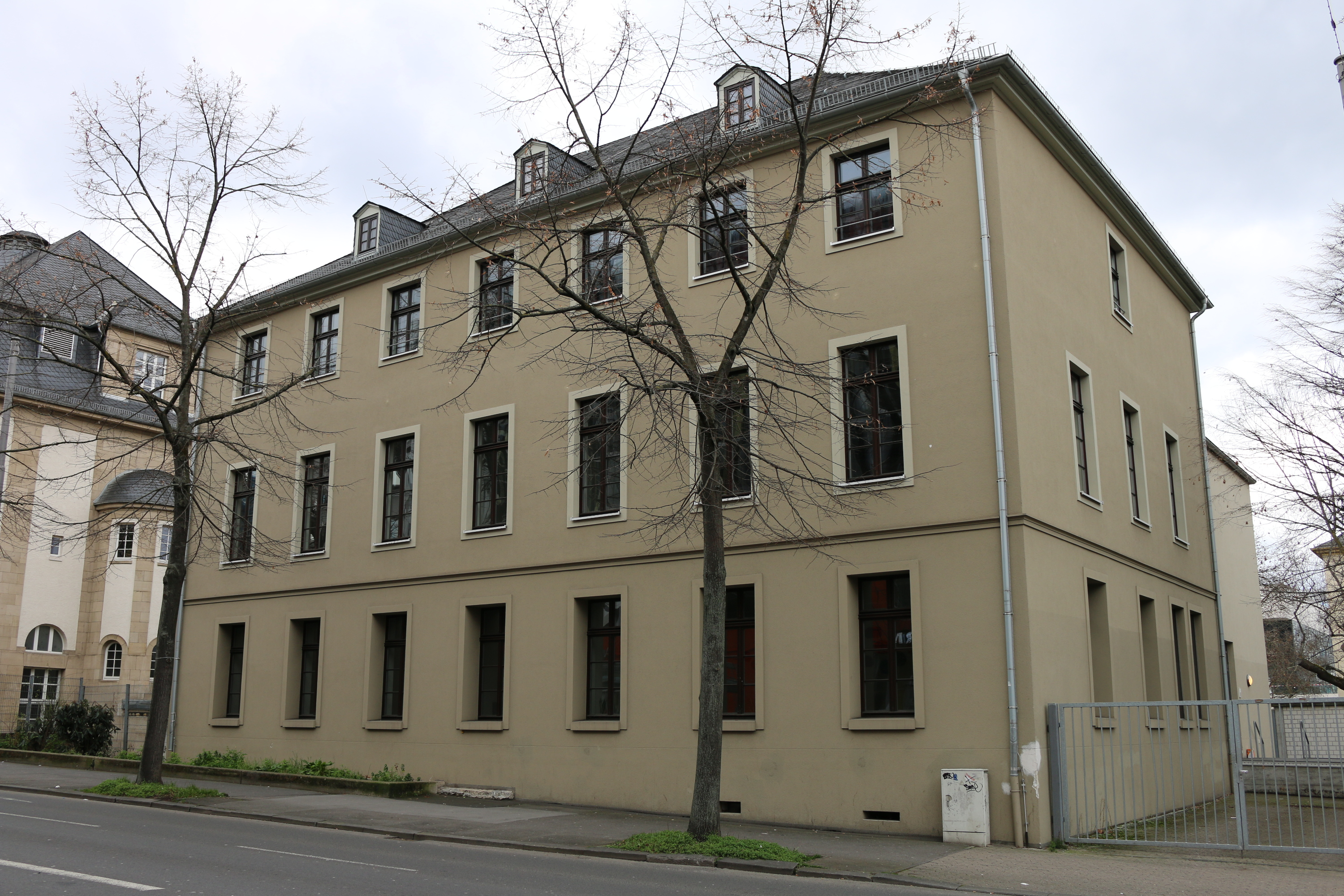
Ehemaliges Militärhospital (1828 ~ 1840) und Offiziersschule (1840–1866); letztes erhaltenes Gebäude der nassauischen Kasernen in Wiesbaden

Die ab 1815 bestehende Truppenorganisation richtete sich nach der Bundeskriegsverfassung des Deutschen Bundes. Die beiden nassauischen Bataillone gehörten zur 2. Division des IX. Bundes-Corps. Sie umfassten 4039 Mann. In Friedenszeiten standen hiervon jedoch nur etwa ein Sechstel unter Waffen. Die übrigen wurden nach der Ausbildung, mit Ausnahme der Herbstmanöver, beurlaubt. Garnisonstädte der Armee waren Weilburg (1. Regiment 1. Bataillon), Diez (1. Regiment 2. Bataillon), Wiesbaden (2. Regiment und Artillerie) und Biebrich (Jäger und Pioniere). Eine besondere Einrichtung war die Garnisonskompanie auf der Festung Marxburg; sie diente der Versorgung pensionsberechtigter Militärangehöriger, die auf ihre Entlassung aus dem aktiven Militär verzichteten. Daneben bestand der Landsturm, der in 27 Kompanien gegliedert war. Die Rekruten wurden aus dem Kreis der Wehrpflichtigen ausgelost, ihre Dienstzeit dauerte vom 20. bis zum 26. Lebensjahr, zuzüglich eines Jahres in der Reserve. Der erloste Rekrut konnte sich von einem „Einsteher“ vertreten lassen.

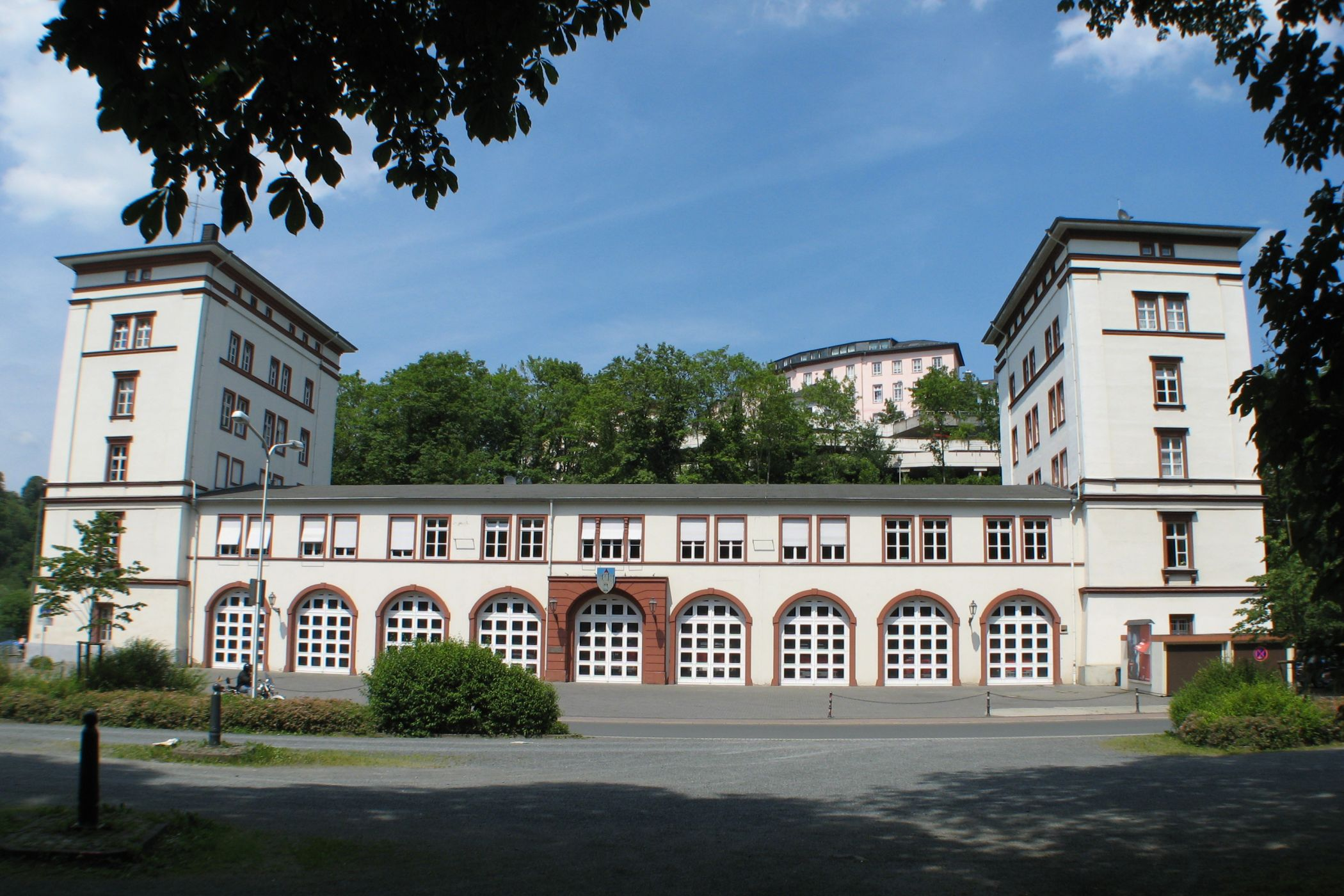
Die „Hainkaserne“ entwickelte sich aus der 1820 zur Kaserne umgebauten Weilburger Münze.

Ab 1819 verfügte Nassau über eine eigene Militärschule für die Offiziersausbildung in Wiesbaden. Das Offizierkorps sollte, nach den Koalitionskriegen, schrittweise durch junge Offiziere aus dem Kreis der eigene Untertanen ersetzt werden. Dies führte in der Armee zu erheblichen Spannungen mit den Kriegsveteranen, die sich hierdurch ihrer Aufstiegsmöglichkeiten beraubt sahen. Eine Folge dieser Spannungen war der „Weilburger Kadettenmord“, bei dem der Kadett Adolf Vigelius in der Nacht zum 8. Dezember 1827 in Weilburg ermordet wurde. Die langjährigen Ermittlungen ergaben, dass der Mord von zahlreichen Angehörigen des 1. Bataillons gemeinschaftlich begangen worden war. Am 26. März 1832 verkündete das Kriegsgericht das Urteil: 37 noch lebende Armeeangehörige wurden wegen gemeinschaftlich begangenen Mordes zum Tode verurteilt. Bei den vier Rädelsführern wurde das Urteil mit dem Schwert vollstreckt, in den übrigen Fällen gewährte der Herzog eine Begnadigung in Form von Zuchthausstrafen zwischen 2 und 21 Jahren.

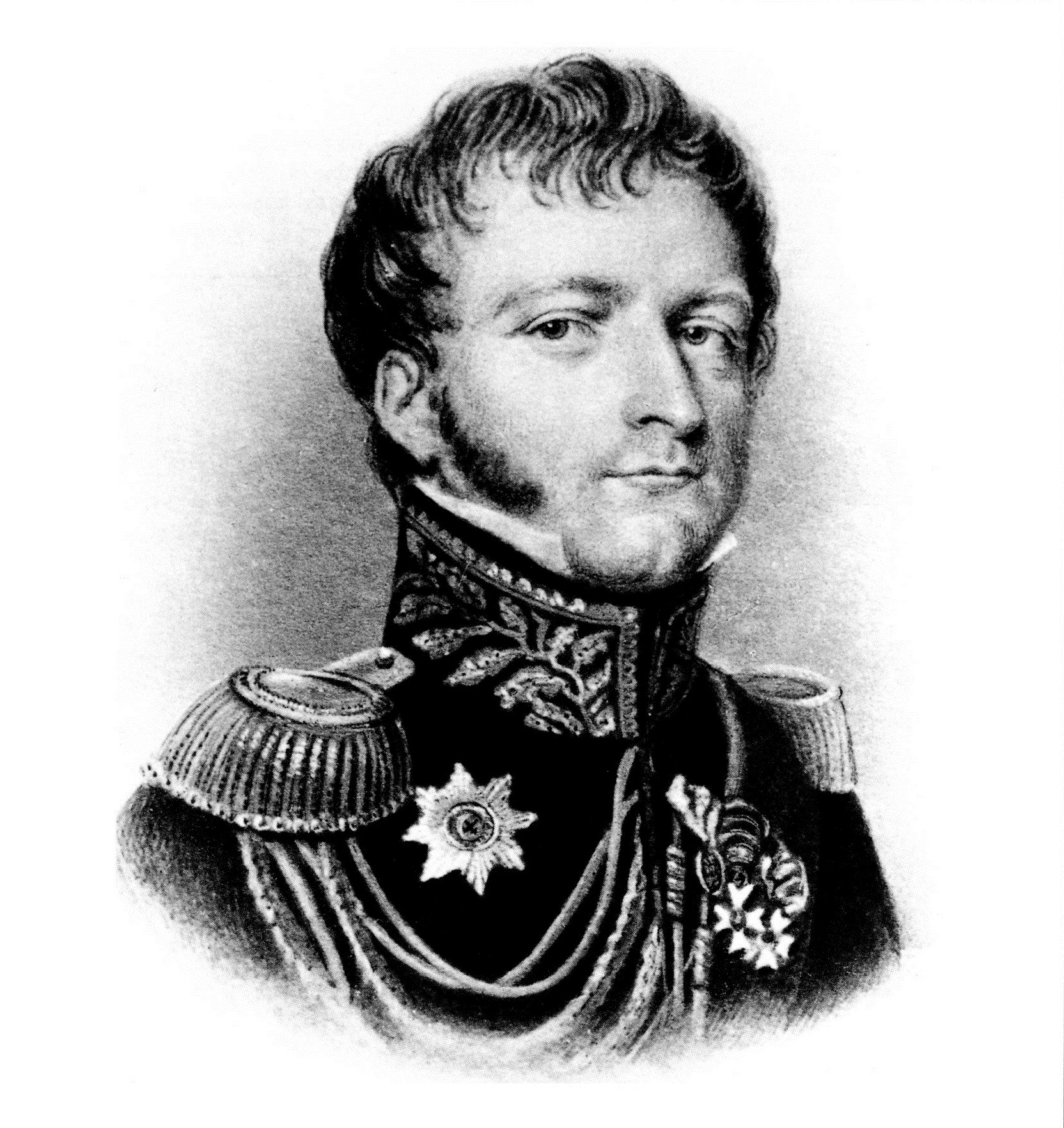
August von Kruse, General-Adjutant der nassauischen Truppen

Ab 1821 unterstand die Truppe dem „Generalcommando“ unter Generalmajor August von Kruse. Anstelle der Landsturmbataillone wurde ein Reservebataillon zu acht Kompanien aufgestellt. Dieses nahm bevorzugt Polizeiaufgaben wahr. Die in der Schlacht von Waterloo erbeuteten Kanonen bildeten den Grundstock der 1820 aufgestellten 1. nassauischen Artillerie-Kompanie. Die erbeuteten Kanonen wurden zügig durch eigenentwickelte Kanonen ersetzt. Die Artillerie genoss den Ruf der Elitetruppe des Herzogtums. Ihre Garnison war ab 1828/29 die neue Artillerie-Kaserne Wiesbaden.
In Folge der Julirevolution von 1830 kam es zu Mobilmachungen, zur Abwehr der in Kurhessen, besonders um Hanau, ausgebrochenen Unruhen. Im folgenden Jahr kam es erneut zur Mobilmachung für die geplante Bundesexekution aufgrund der Belgischen Revolution in Belgien und Luxemburg. Aufgrund des inzwischen geschlossenen Belgisch-Niederländischen Friedensvertrages unterblieb das Ausrücken.
Die Infanterie wurde 1831 in drei Bataillone zu je vier Kompanien gegliedert. Zusätzlich wurde eine Pioniereinheit aufgestellt. Für alle Soldaten wurde einheitlich der Tschako als allgemeine Kopfbedeckung eingeführt. Die Artillerie wurde 1833 zu einer Division aus zwei Kompanien vergrößert. Ab 1836 erfolgte die generelle Umstellung auf Perkussionsgewehre, ab 1846 auf gezogene Gewehre.
Die Jahre 1848 und 1849 führten erneut zu Mobilmachungen und Aufmärschen. Nassauische Truppen waren an der Niederschlagung des republikanischen Aufstandes in Baden beteiligt. Hier waren sie am Gefecht bei Mannheim und dem Sturm auf Freiburg beteiligt.
Unter persönlicher Führung von Herzog Adolf befand sich ein Kontingent bestehend aus dem 1. und dem 2. Regiment sowie der gesamten nassauischen Feldartillerie im Krieg gegen Dänemark. In dem Gefecht bei Eckernförde verhinderten die nassauische und die schleswig-holsteinische Artillerie die Landung der dänischen Flotte. Für die 126 nassauischen Teilnehmer des Gefechts stiftete der Herzog eine Erinnerungsmedaille. Bei dem Gefecht gab es auf nassauischer Seite keine Gefallenen. Nach dem Krieg gegen Dänemark war die nassauische Armee wieder gegen Aufständische in Baden eingesetzt.
Infolge der Märzrevolution kam es auch im nassauischen Militär zu Veränderungen. So wurde der Regimentsverband aufgelöst und die allgemeine Volksbewaffnung durch das Volkswehrgesetz geregelt. Diese Änderungen wurden jedoch in der Reaktionsära wieder zurückgenommen. Das Reserve-Bataillon, das bisher Aufgaben der Landespolizei wahrgenommen hatte, wurde aufgelöst und seine Aufgaben wurden auf das neu geschaffene Landjägerkorps übertragen. Auch kam es 1849 zu einer Änderung der Uniform nach preußischem Vorbild. Sie bestand nun aus grünem Waffenrock und Pickelhaube.

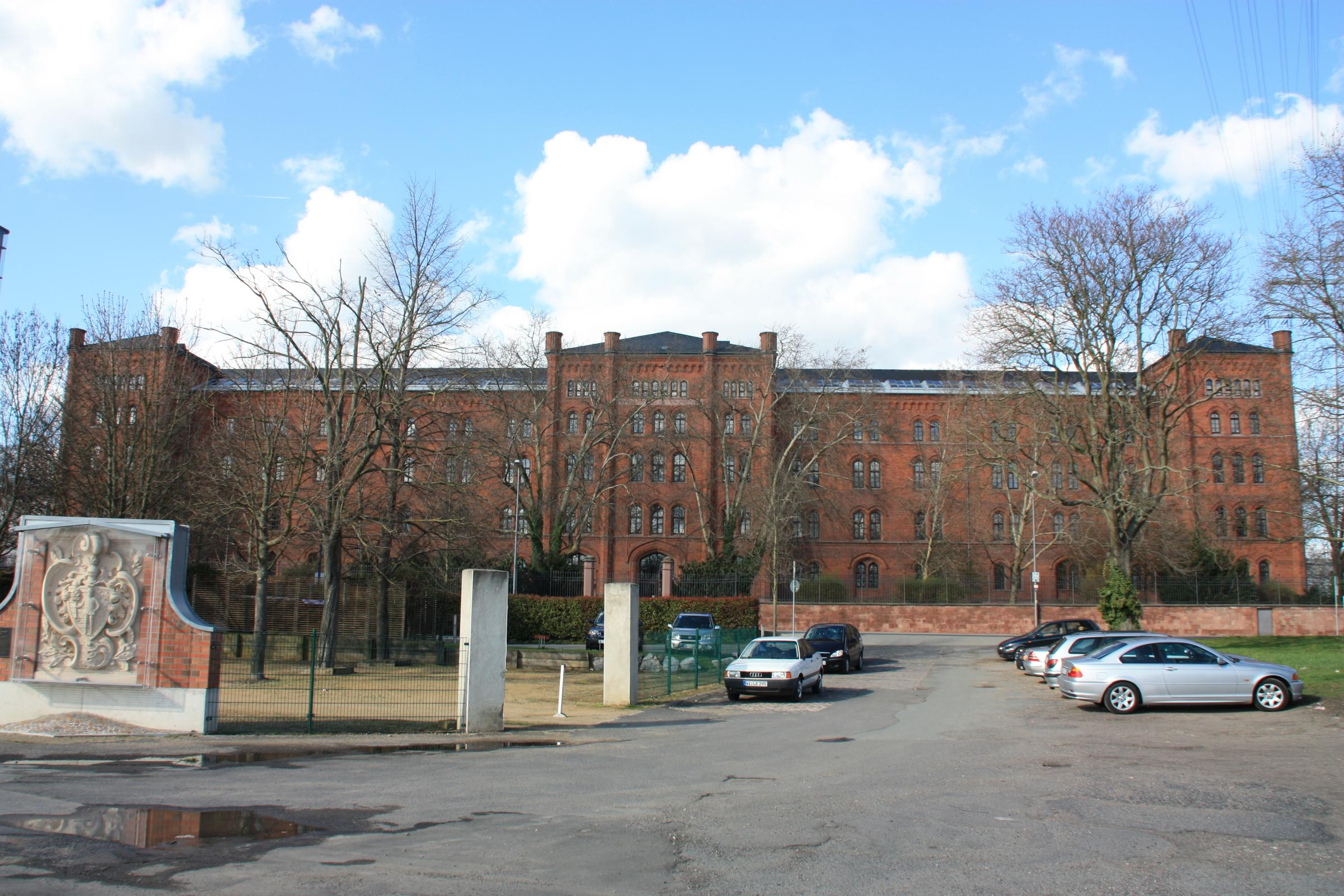
Rheinkaserne in Biebrich (um 1860 erbaut)

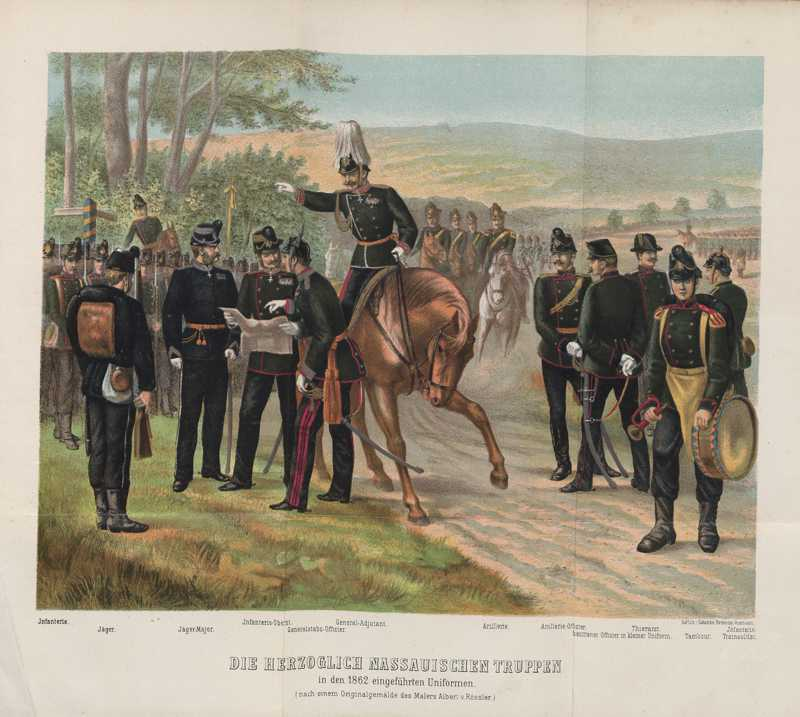
Die ab 1862 eingeführten Uniformen

Im Jahr 1855 wurde ein Jägerbataillon eingerichtet, das in der Gunst von Herzog Adolph hoch stand und als Gardeeinheit anstelle der zuvor bevorzugten Artillerie den höchsten Rang innerhalb der nassauischen Armee einnahm. 1862 erfolgte eine erneute Änderung der Uniformen, nun nach österreichischem Vorbild. Die Grundfarben, grüner Waffenrock mit gelbem Lederzeug, blieben jedoch erhalten. Der Tschako wurde wieder eingeführt.
Ihren letzten Einsatz hatte die nassauische Armee im Deutschen Krieg von 1866, an dem Nassau mit etwa 6100 Soldaten teilnahm. Herzog Adolf führte persönlich den Oberbefehl. Nach dem Gefecht bei Zorn (12. Juli 1866) verließ Herzog Adolf sein Herzogtum. Die nassauische Armee wurde in den Odenwald verlegt und nahm noch an den Gefechten bei Tauberbischofsheim (24. Juli 1866) und Gerchsheim (25. Juli 1866) teil. Insgesamt hatte die Armee in diesem Krieg fünf Gefallene und sieben Vermisste zu verzeichnen.
Am 8. September 1866 verabschiedete der Herzog im bayerischen Günzburg die Truppe im Rahmen einer Parade und reiste anschließend nach Wien ab. Bei Günzburg wurde zur Erinnerung an das Ende der Armee das Nassauer Denkmal errichtet.
Die Soldaten kehrten in das von Preußen annektierte Land heim. In Wiesbaden wurden sie im Rahmen einer Zeremonie durch Generalmajor Hieronymus Anton von Ziemiecki, den nassauischen Militärbevollmächtigter bei der Bundesmilitär-Kommission, von ihrem Fahneneid entbunden. Die Verbände wurden aufgelöst. Offiziere, von denen viele entgegen der politischen Linie des Herzogtums bereits zuvor mit Preußen sympathisiert hatten, erhielten die Wahl, nach nassauischem oder preußischem Recht in Pension zu gehen oder in die preußische, österreichische oder sächsische Armee zu wechseln. Einigen Offizieren sowie allen Generale wurde der Übergang in preußische Dienste vor Vornherein verwehrt. Von 152 aktiven nassauischen Offizieren schlossen sich 90 Preußen an, zwei gingen in sächsische und keiner in österreichische Dienste. Die übrigen gingen in Pension. Herzog Adolph trug dem Offizierskorps diese weit überwiegende Zuwendung an Preußen jahrzehntelang nach und verweigerte lange jeglichen Kontakt zu seinen einstigen Offizieren. Unteroffiziere sowie neue Wehrpflichtige wurden in die preußische Armee übernommen.

### Nachgeschichte: Übernahme in die preußische Armee
In der preußischen Armee wurde die nassausche Tradition fortgeführt. Mehrere Truppenteile führten die Bezeichnung Nassauisch im Namen und das Datum der Errichtung der nassauischen Einheiten als Stiftungstag.
- 1. Nassauisches Infanterie-Regiment Nr. 87, Stiftungstag 14. März 1809, Garnison Mainz
- 2. Nassauisches Infanterie-Regiment Nr. 88, Aufgestellt 13. August 1808, Garnison Mainz und Hanau
- 1. Nassauisches Feldartillerie-Regiment „Oranien“ Nr. 27, Stiftungstag 15. März 1833, Garnison Mainz und Wiesbaden
- 2. Nassauisches Feldartillerie-Regiment „Frankfurt“ Nr. 63, Stiftungstag 25. März 1899, Garnison Mainz und Frankfurt
- 1. Nassauisches Pionier-Bataillon Nr. 21, Stiftungstag 26. März 1901, Garnison Mainz-Kastel
- 2. Nassauisches Pionier-Bataillon Nr. 25, Stiftungstag 1. Oktober 1909, Garnison Mainz-Kastel

## General-Adjutanten

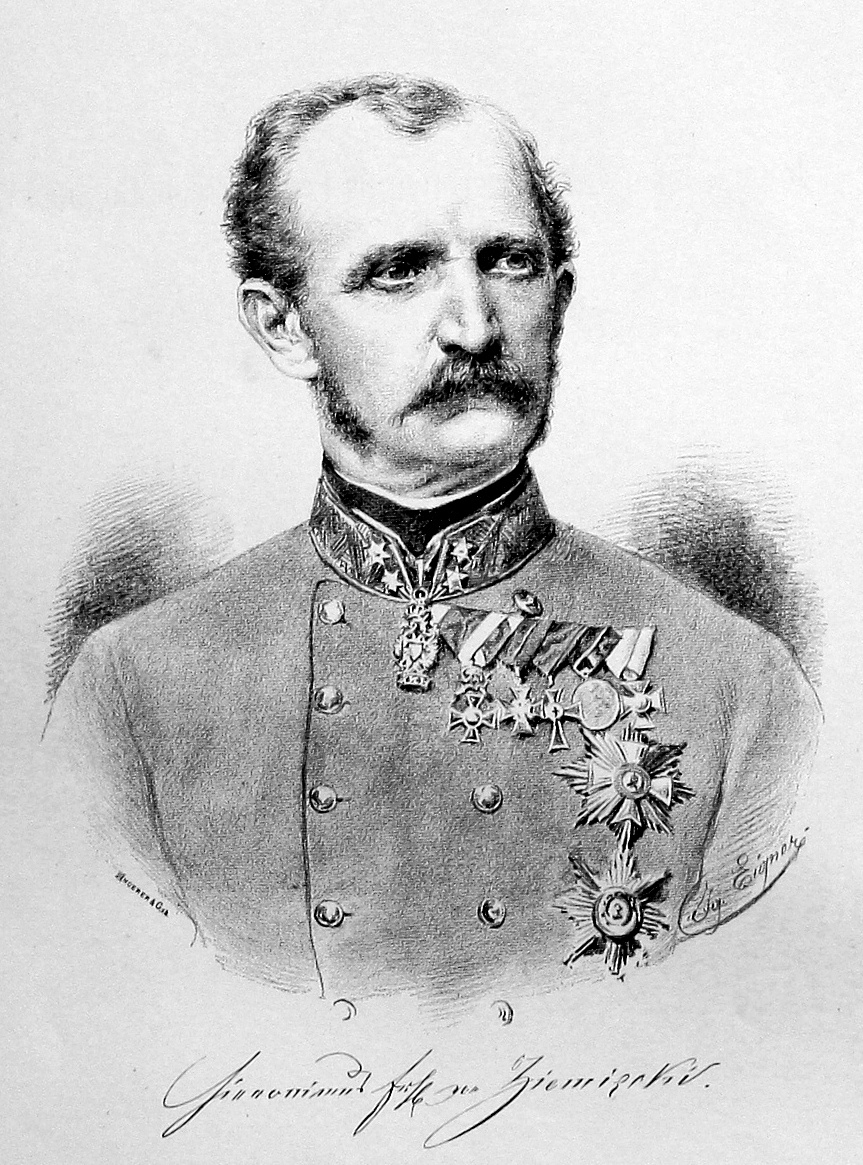
Anton von Ziemiecki

Die Truppe stand unter dem direkten Befehl des Herzogs. Dieser wurde durch den General-Adjutanten vertreten. Der Posten wurde von einem Offizier im Range eines Generalmajors wahrgenommen. Während seiner Dienstzeit konnte die Beförderung zum Generalleutnant erfolgen.
- Oberst Johann von Bismark (1806–1814)
- Generalleutnant August von Kruse (1814–1837)
- Generalleutnant Friedrich von Preen (1837–1848)
- Generalmajor Georg Ludwig Nikolaus Alefeld (1848–1850)
- Generalleutnant August Ludwig zu Sayn-Wittgenstein-Berleburg (1852–1854)
- Generalleutnant Heinrich von Hadeln (1854–1862)
- Generalmajor Hieronymus Anton von Ziemiecki (1862–1866)

## Die Militärverwaltung
1803 wurde die „Militärdeputation“ oder „Kriegsdeputation“ als zentrale Verwaltungsorganisation für Militärfragen geschaffen. Sie war für Rekrutierung und Stationierung der Truppen sowie Disziplinarsachen und Beschwerden gegen Militärpersonen verantwortlich. Sie hatte die Aufsicht über die Verwaltung des Unterhalts, der Bekleidung und Verpflegung der Truppen und des Pensionswesens. Sie bestand zunächst aus einem Regierungsrat, zwei Offizieren und einem Mitglied der Hofkammer. Ab dem 7. November 1806 wurde sie in „Kriegskollegium“ umbenannt und erhielt erweiterte Kompetenzen, vergleichbar einem Kriegsministerium; sie war jedoch unabhängig von der Regierung des Herzogtums Nassau und stand direkt unter dem Vorsitz des Herzogs. Zu ihren Aufgaben gehörte die Verwaltung des Militärfonds, das militärische Beschaffungswesen, die Oberaufsicht über die Magazine, Rüstkammern und Depots, Konskriptionswesen einschließlich der Dispension vom Militärdienst, Vormundschaft über Kriegswaisen und die Oberaufsicht über die Militärgerichtsbarkeit. Sie war Appellationsinstanz der Militärgerichte und Gericht erster Instanz für Eheprozesse von Militärangehörigen. Das Organisationsedikt vom 9. / 11. September 1815 ließ die Aufgaben des Kriegskollegiums unverändert.
Zum 1. November 1849 wurden alle Truppen des Herzogtums per Generalbefehl zu einer Brigade zusammengefasst und das Kriegsdepartement als oberste Militärbehörde eingerichtet. Weiter erfolgte eine Gliederung der Infanterie in zwei Abteilungen mit jeweils drei selbstständigen Bataillonen. Zum 7. April 1855 erfolgte eine Rückgliederung der Bataillone in zwei Regimenter. Bereits per Generalbefehl vom 26. Juli 1854 übernahm der Herzog persönlich das Oberkommando der Armee. Letzte organisatorische Reform war 1865 die Wiedereinführung eines Kommandos der Infanteriebrigade.

## Liste der Schlachten des Herzoglich Nassauischen Militärs
| Datum              | Einheit                             | Schlacht/Gefecht | Ort                             | Gegner             |
| ------------------ | ----------------------------------- | ---------------- | ------------------------------- | ------------------ |
| 3. Oktober 1806    | 3. Jäger-Bataillon                  | Schlacht         | Jena                            | Preußen            |
| 15. April 1807     | 2./3./4. Bataillon                  | Gefecht          | Pasewalk                        | Preußen            |
| 16. April 1807     | 2./3./4. Bataillon                  | Schlacht         | Ferdinandshoff                  | Preußen            |
| 17. April 1807     | 2./3./4. Bataillon                  | Gefecht          | Uckermünde                      | Preußen            |
| 29. Juni 1807      | 2./3./4. Bataillon                  | Gefecht          | Colberg                         | Preußen            |
| 30. Juni 1807      | 2./3./4. Bataillon                  | Gefecht          | Colberg                         | Preußen            |
| 22. Juli 1807      | 2./3./4. Bataillon                  | Gefecht          | Stralsund                       | Preußen            |
| 23. Juli 1807      | 2./3./4. Bataillon                  | Gefecht          | Stralsund                       | Preußen            |
| 27. Juli 1807      | 2./3./4. Bataillon                  | Gefecht          | Stralsund                       | Preußen            |
| 6. August 1807     | 2./3./4. Bataillon                  | Gefecht          | Stralsund                       | Preußen            |
| 11. August 1807    | 2./3./4. Bataillon                  | Gefecht          | Stralsund                       | Preußen            |
| 25. August 1807    | 2./3./4. Bataillon                  | Gefecht          | Stralsund                       | Preußen            |
| 27. August 1807    | 2./3./4. Bataillon                  | Gefecht          | Stralsund                       | Preußen            |
| 28. August 1807    | 2./3./4. Bataillon                  | Gefecht          | Stralsund                       | Preußen            |
| 29. August 1807    | 2./3./4. Bataillon                  | Gefecht          | Stralsund                       | Preußen            |
| 9. September 1807  | 2./3./4. Bataillon                  | Besitzergreifung | Rügen                           | Preußen            |
| 25. Oktober 1808   | 2. Inf. Regiment                    | Gefecht          | Zornosa                         | Spanien            |
| 26. Oktober 1808   | 2. Inf. Regiment                    | Gefecht          | Durango                         | Spanien            |
| 31. Oktober 1808   | 2. Inf. Regiment                    | Schlacht         | Durango                         | Spanien            |
| 8. November 1808   | 2. Inf. Regiment                    | Gefecht          | Valmaseda                       | Spanien            |
| 24. Januar 1809    | 2. Inf. Regiment                    | Gefecht          | Jaraiceo                        | Spanien            |
| 25. Januar 1809    | 2. Inf. Regiment                    | Gefecht          | Miravette                       | Spanien            |
| 26. Januar 1809    | 2. Inf. Regiment                    | Gefecht          | Lugar Nuevo                     | Spanien            |
| 27. Januar 1809    | 2. Inf. Regiment                    | Gefecht          | Almaraz                         | Spanien            |
| 3. Februar 1809    | 2. Inf. Regiment                    | Gefecht          | Almaraz                         | Spanien            |
| 9. Februar 1809    | 2. Inf. Regiment                    | Gefecht          | Almaraz                         | Spanien            |
| 10. Februar 1809   | 2. Inf. Regiment                    | Gefecht          | Almaraz                         | Spanien            |
| 15. Februar 1809   | 2. Inf. Regiment                    | Gefecht          | Almaraz                         | Spanien            |
| 17. März 1809      | 2. Inf. Regiment und reitende Jäger | Gefecht          | Talavera la Vieja               | Spanien            |
| 17. März 1809      | 2. Inf. Regiment und reitende Jäger | Gefecht          | Mesa de Ibor                    | Spanien            |
| 27. März 1809      | 2. Inf. Regiment und reitende Jäger | Gefecht          | Medellín                        | Spanien            |
| 28. März 1809      | 2. Inf. Regiment und reitende Jäger | Schlacht         | Medellín                        | Spanien            |
| 16. Mai 1809       | 2. Inf. Regiment                    | Gefecht          | Mérida                          | Spanien            |
| 17. Mai 1809       | 2. Inf. Regiment                    | Gefecht          | Mérida                          | Spanien            |
| 18. Mai 1809       | 2. Inf. Regiment                    | Gefecht          | Mérida                          | Spanien            |
| 19. Mai 1809       | 2. Inf. Regiment                    | Gefecht          | Mérida                          | Spanien            |
| 20. Mai 1809       | 2. Inf. Regiment                    | Gefecht          | Mérida                          | Spanien            |
| 5. Juni 1809       | 1. Inf. Regiment                    | Gefecht          | Pfaffenhofen                    | Österreich         |
| 27. Juli 1809      | 2. Inf. Regiment                    | Schlacht         | Talavera de la Reina            | Spanien            |
| 28. Juli 1809      | 2. Inf. Regiment                    | Schlacht         | Talavera de la Reina            | Spanien            |
| 8. August 1809     | 2. Inf. Regiment                    | Gefecht          | Toledo                          | Spanien            |
| 9. August 1809     | 2. Inf. Regiment                    | Gefecht          | Toledo                          | Spanien            |
| 11. August 1809    | 2. Inf. Regiment                    | Schlacht         | Almonacid                       | Spanien            |
| 21. August 1809    | 2. Inf. Regiment                    | Gefecht          | Fuentidueña                     | Spanien            |
| 21. August 1809    | Reitende Jäger                      | Gefecht          | Escaray                         | Spanien            |
| 22. August 1809    | 2. Inf. Regiment                    | Gefecht          | Villa Mairique                  | Spanien            |
| 23. August 1809    | Reitende Jäger                      | Gefecht          | Logroño                         | Spanien            |
| 19. November 1809  | 2. Inf. Regiment                    | Schlacht         | Ocaña                           | Spanien            |
| 25. November 1809  | Reitende Jäger                      | Gefecht          | Briviesca                       | Spanien            |
| 2. Dezember 1809   | Reitende Jäger                      | Gefecht          | Villovejo                       | Spanien            |
| 19. Dezember 1809  | Reitende Jäger                      | Gefecht          | Prieva                          | Spanien            |
| 21. März 1810      | 1. Inf. Regiment und reitende Jäger | Gefecht          | auf dem Montserrat              | Spanien            |
| 22. März 1810      | 1. Inf. Regiment und reitende Jäger | Gefecht          | Manresa                         | Spanien            |
| 22. März 1810      | 1. Inf. Regiment und reitende Jäger | Gefecht          | auf dem Col de David            | Spanien            |
| 23. März 1810      | 1. Inf. Regiment und reitende Jäger | Gefecht          | Manresa                         | Spanien            |
| 24. März 1810      | 1. Inf. Regiment und reitende Jäger | Gefecht          | Manresa                         | Spanien            |
| 25. März 1810      | 1. Inf. Regiment und reitende Jäger | Gefecht          | auf dem Montserrat              | Spanien            |
| 2. April 1810      | 1. Inf. Regiment                    | Gefecht          | Manresa                         | Spanien            |
| 3. April 1810      | 1. Inf. Regiment                    | Gefecht          | Manresa                         | Spanien            |
| 4. April 1810      | 1. Inf. Regiment                    | Gefecht          | Manresa                         | Spanien            |
| 5. April 1810      | 1. Inf. Regiment                    | Gefecht          | Manresa                         | Spanien            |
| 15. April 1810     | 1. Inf. Regiment                    | Gefecht          | La Cruz Cubierta                | Spanien            |
| 27. April 1810     | 2. Inf. Regiment                    | Gefecht          | Puerto Lápice                   | Spanien            |
| 1. Mai 1810        | Reitende Jäger                      | Gefecht          | Malagón                         | Spanien            |
| 16. Mai 1810       | 2. Inf. Regiment                    | Gefecht          | Puerto Lápice                   | Spanien            |
| 24. Mai 1810       | Reitende Jäger                      | Gefecht          | La Motta                        | Spanien            |
| 4. Juli 1810       | Reitende Jäger                      | Gefecht          | Villanueva de los Infantes      | Spanien            |
| 18. Juli 1810      | Reitende Jäger                      | Gefecht          | Mestanza bei Puertollano        | Spanien            |
| 29. Juli 1810      | 2. Inf. Regiment                    | Gefecht          | Sta. Cruz de Modela             | Spanien            |
| 3. August 1810     | Reitende Jäger                      | Gefecht          | Malagón                         | Spanien            |
| 25. August 1810    | Reitende Jäger                      | Gefecht          | Abenojar                        | Spanien            |
| 26. August 1810    | Reitende Jäger                      | Gefecht          | Agudo                           | Spanien            |
| 7. September 1810  | 2. Inf. Regiment und reitende Jäger | Gefecht          | Soquellamos                     | Spanien            |
| 12. September 1810 | Reitende Jäger                      | Gefecht          | La Nova                         | Spanien            |
| 7. Oktober 1810    | 1. Inf. Regiment                    | Gefecht          | Hospitalet                      | Spanien            |
| 15. Oktober 1810   | Reitende Jäger                      | Gefecht          | Picón                           | Spanien            |
| 17. Oktober 1810   | Reitende Jäger                      | Gefecht          | Malagón                         | Spanien            |
| 25. Oktober 1810   | 1. Inf. Regiment                    | Gefecht          | Barcelona                       | Spanien            |
| 31. Oktober 1810   | 1. Inf. Regiment                    | Gefecht          | Molinos del Rey                 | Spanien            |
| 16. November 1810  | Reitende Jäger                      | Gefecht          | Puertollano                     | Spanien            |
| 18. November 1810  | Reitende Jäger                      | Gefecht          | Argamassilla                    | Spanien            |
| 19. November 1810  | 1. Inf. Regiment                    | Gefecht          | San Andres bei Barcelona        | Spanien            |
| 12. Dezember 1810  | Reitende Jäger                      | Gefecht          | Migueltura                      | Spanien            |
| 30. Januar 1811    | 2. Inf. Regiment                    | Gefecht          | Peñas de San Pedro              | Spanien            |
| 5. März 1811       | 2. Inf. Regiment und reitende Jäger | Gefecht          | Albacete                        | Spanien            |
| 6. März 1811       | 2. Inf. Regiment und reitende Jäger | Gefecht          | Albacete                        | Spanien            |
| 6. März 1811       | 2. Inf. Regiment und reitende Jäger | Gefecht          | Villanueva de los Infantes      | Spanien            |
| 19. März 1811      | 1. Inf. Regiment und reitende Jäger | Gefecht          | Barcelona                       | Spanien            |
| 5. April 1811      | 1. Inf. Regiment                    | Gefecht          | Trenta Passos                   | Spanien            |
| 25. Mai 1811       | 1. Inf. Regiment                    | Gefecht          | St. Celoni                      | Spanien            |
| 11. Juli 1811      | 1. Inf. Regiment                    | Gefecht          | Mataro                          | Spanien            |
| 12. Juli 1811      | 2. Inf. Regiment                    | Gefecht          | Alcaraz                         | Spanien            |
| 17. Juli 1811      | 2. Inf. Regiment und reitende Jäger | Gefecht          | Lezuza                          | Spanien            |
| 25. Juli 1811      | 1. Inf. Regiment                    | Gefecht          | auf dem Montserrat              | Spanien            |
| 7. August 1811     | 2. Inf. Regiment und reitende Jäger | Gefecht          | Villarrobledo                   | Spanien            |
| 13. August 1811    | 1. Inf. Regiment                    | Gefecht          | Diana                           | Spanien            |
| 25. August 1811    | 2. Inf. Regiment                    | Gefecht          | Alcaraz                         | Spanien            |
| 21. September 1811 | 1. Inf. Regiment                    | Gefecht          | Moncada                         | Spanien            |
| 17. Oktober 1811   | 2. Inf. Regiment                    | Gefecht          | Sta. Cruz                       | Spanien            |
| 2. November 1811   | 2. Inf. Regiment und reitende Jäger | Gefecht          | Villanueva de la Fuente         | Spanien            |
| 12. November 1811  | 1. Inf. Regiment                    | Gefecht          | Mataro                          | Spanien            |
| 20. November 1811  | 2. Inf. Regiment                    | Gefecht          | Villanueva de los Infantes      | Spanien            |
| 31. Dezember 1811  | Reitende Jäger                      | Gefecht          | Ciudad Real                     | Spanien            |
| 16. Januar 1812    | Reitende Jäger                      | Gefecht          | Almagro                         | Spanien            |
| 18. Januar 1812    | Reitende Jäger                      | Gefecht          | Porzuna                         | Spanien            |
| 24. Januar 1812    | 1. Inf. Regiment                    | Gefecht          | Altafulla                       | Spanien            |
| 31. März 1812      | 2. Inf. Regiment und reitende Jäger | Gefecht          | Villanueva de los Infantes      | Spanien            |
| 25. April 1812     | Reitende Jäger                      | Gefecht          | Quintanar de la Orden           | Spanien            |
| 6. Mai 1812        | 1. Inf. Regiment                    | Gefecht          | Granollers                      | Spanien            |
| 20. Mai 1812       | 1. Inf. Regiment                    | Gefecht          | St. Vincens bei Molinos del Rey | Spanien            |
| 26. Mai 1812       | 1. Inf. Regiment                    | Gefecht          | Molinos del Rey                 | Spanien            |
| 31. Mai 1812       | 1. Inf. Regiment                    | Gefecht          | Molinos del Rey                 | Spanien            |
| 6. Juni 1812       | 1. Inf. Regiment                    | Gefecht          | Martorell                       | Spanien            |
| 1. Juli 1812       | Reitende Jäger                      | Gefecht          | Colmenar el Viejo               | Spanien            |
| 17. Juli 1812      | 2. Inf. Regiment und reitende Jäger | Gefecht          | Mora                            | Spanien            |
| 29. Juli 1812      | 1. Inf. Regiment                    | Gefecht          | auf dem Montserrat              | Spanien            |
| 31. Juli 1812      | 1. Inf. Regiment                    | Gefecht          | Martorell                       | Spanien            |
| 1. August 1812     | Reitende Jäger                      | Gefecht          | Las Navas del Marqués           | Spanien            |
| 7. August 1812     | 1. Inf. Regiment                    | Gefecht          | St. Celoni                      | Spanien            |
| 6. September 1812  | 1. Inf. Regiment                    | Gefecht          | Mataro                          | Spanien            |
| 7. September 1812  | 1. Inf. Regiment                    | Gefecht          | Palleja                         | Spanien            |
| 22. September 1812 | 2. Inf. Regiment                    | Gefecht          | Consuegra                       | Spanien            |
| 14. November 1812  | Reitende Jäger                      | Gefecht          | Salamanca                       | Spanien            |
| 30. November 1812  | 1. Inf. Regiment                    | Gefecht          | Villa Franca                    | Spanien            |
| 20. Dezember 1812  | Reitende Jäger                      | Gefecht          | Mataro                          | Spanien            |
| 8. Mai 1813        | Reitende Jäger                      | Gefecht          | Valladolid                      | Spanien            |
| 18. Mai 1813       | 1. Inf. Regiment                    | Gefecht          | Bisbal                          | Spanien            |
| 1. Juni 1813       | 1. Inf. Regiment                    | Gefecht          | Molinos del Rey und Palleja     | Spanien            |
| 18. Juni 1813      | 2. Inf. Regiment und reitende Jäger | Gefecht          | Arinuela und St. Domingo        | Spanien            |
| 21. Juni 1813      | 2. Inf. Regiment und reitende Jäger | Schlacht         | Vitoria (Spanien)               | Spanien            |
| 24. Juni 1813      | 2. Inf. Regiment und reitende Jäger | Gefecht          | Pamplona                        | Spanien            |
| 28. Juli 1813      | Reitende Jäger                      | Gefecht          | Pamplona                        | Spanien            |
| 15. August 1813    | 1. Inf. Regiment                    | Gefecht          | Tarragona                       | Spanien            |
| 31. August 1813    | 2. Inf. Regiment                    | Gefecht          | an der Bidasoa                  | Spanien            |
| 14. September 1813 | 1. Inf. Regiment                    | Gefecht          | Villa Franca                    | Spanien            |
| 10. Dezember 1813  | 2. Inf. Regiment                    | Gefecht          | Bayonne                         | Spanien/Frankreich |
| 15. Juni 1815      | 2. Inf. Regiment                    | Treffen          | Quatre-Bras                     | Frankreich         |
| 16. Juni 1815      | 2. Inf. Regiment                    | Treffen          | Quatre-Bras                     | Frankreich         |
| 18. Juni 1815      | 1./2. Inf. Regiment                 | Schlacht         | Waterloo                        | Frankreich         |
| 24. April 1848     | 2. Inf. Regiment                    | Gefecht          | Freiburg                        | Baden              |
| 26. April 1848     | 1. Inf. Regiment                    | Gefecht          | Mannheim                        | Baden              |
| 5. April 1849      | Artillerie                          | Gefecht          | Eckernförde                     | Dänemark           |
| 6. Juni 1849       | 1. Inf. Regiment                    | Gefecht          | auf den Düppeler Höhen          | Dänemark           |
| 16. Juni 1849      | 1. Inf. Regiment                    | Gefecht          | Großsachsen                     | Dänemark           |
| 22. Juni 1849      | 1. Inf. Regiment                    | Gefecht          | Sinsheim                        | Baden              |
| 29. Juni 1849      | 1. Inf. Regiment                    | Gefecht          | Gernsbach                       | Baden              |
| 30. Juni 1849      | 1. Inf. Regiment                    | Gefecht          | Oos                             | Baden              |
| 12. Juli 1866      | 1. Inf. Regiment                    | Gefecht          | Zorn                            | Preußen            |
| 24. Juli 1866      | Brigade                             | Treffen          | Tauberbischofsheim              | Preußen            |
| 25. Juli 1866      | Brigade                             | Gefecht          | Gerchsheim                      | Preußen            |
| 26. Juli 1866      | Brigade                             | Gefecht          | Würzburg                        | Preußen            |

## Besoldung
Die Besoldung der Soldaten wies die für die damalige Zeit hohe Lohnspreizung auf. Ein Oberst erhielt etwa den 86-fachen Sold wie ein Gemeiner. Die folgende Tabelle nennt beispielhaft die Besoldung des 2. herzoglich-nassauischen Infanterieregiments in niederländischen Kriegsdiensten im Juli 1814.
| Dienstgrad          | Sold in Franc, Centimes |
| ------------------- | ----------------------- |
| Oberst              | 833,30                  |
| Oberstleutnant      | 358,30                  |
| Major               | 300,00                  |
| Hauptmann 1. Klasse | 200,00                  |
| Bataillonsarzt      | 125,00                  |
| Leutnant 1. Klasse  | 104,15                  |
| Unterleutnant       | 83,31                   |
| Fahnenträger        | 40,50                   |
| Feldwebel           | 31,25                   |
| Sergant             | 22,63                   |
| Korporal            | 14,01                   |
| Gemeiner            | 9,70                    |

## Orden und Ehrenzeichen
Neben der Tapferkeitsmedaille als höchstem militärischen Ehrenzeichen des Herzogtums gab es drei Medaillen zur Erinnerung an die Teilnahme an einzelnen Schlachten:
- Waterloo-Medaille (Nassau)
- Medaille für das Gefecht bei Eckernförde
- Medaille für den Feldzug 1866 (Nassau)

Darüber hinaus wurde 1834 ein Dienstehrenzeichen eingeführt, mit dem Offiziere nach 25 Dienstjahren bedacht wurden. Herzog Adolph ergänzte dieses durch Erlass vom 13. Februar 1856 um eine zusätzlich Stufe für Offiziere, die das 50. Dienstjahr vollendet hatten. Diese Stufe wurde achtmal verliehen.